# Kernefusion
|  | For andre betydninger, se Fusion |
Kernefusion eller blot fusion betegner i fysik en proces hvor mindre atomkerner forenes til en større atomkerne samt biprodukter (som f.eks. neutroner). Fusion udløser store mængder energi i form af varme og gammastråling. Fusionsprocesser spiller en afgørende rolle i Universets udvikling og har i nyere tid vundet teknologisk betydning. Den omvendte proces, hvor større atomkerner spaltes i mindre, kaldes fission.

## Teoretisk baggrund
Atomkerner består af nukleoner, som er bundet til hinanden af den stærke kernekraft. Bindingsenergien er den energi som skal til for at skille en kernes nukleoner ad, svarende til den energi som frisættes når man samler nukleoner til en kerne. Ifølge Einsteins masse-energi-ækvivalensprincip er en atomkerne derfor lettere end summen af sine bestanddele. Bindingsenergien per nukleon er størst for middelstore kerner. Ved sammensmeltning af små kerner kan man altså øge bindingsenergien per nukleon og frisætte energi.
For at overvinde den elektrostatiske frastødning mellem protonerne i de reagerende kerner skal temperaturen være høj, typisk af størrelsesorden 1 million Kelvin. I stor skala foregår opvarmningen vha. elektromagnetiske felter. Til specielle anvendelser kan sonofusion og  fusion udløst af pyroelektriske krystaller vise sig at være en farbar vej. Forsøg på at udvikle kold fusion er indtil videre slået fejl. 
Fusionsprocesser ligger bl.a. til grund for Solens energiudstråling. Den energiudviklende kernereaktion er sammensmeltningen af fire hydrogenkerner til en heliumkerne:
{\displaystyle 4\ _{1}^{1}\mathrm {H} \rightarrow \ _{2}^{4}\mathrm {He} \ +\ 2\ \mathrm {e} ^{+}\ +\ 2\ \nu \ +\ \varepsilon },
hvor {\displaystyle e^{+}} og {\displaystyle \nu } betegner hhv. en positron og en neutrino, og hvor {\displaystyle \varepsilon } er den frisatte energi, som i dette tilfælde er 26,7 megaelektronvolt.
Et andet eksempel er sammensmeltning af hydrogenisotoperne deuterium og tritium:
{\displaystyle {}_{1}^{2}\mathrm {D} \ +\ _{1}^{3}\mathrm {T} \rightarrow \ _{2}^{4}\mathrm {He} \ +\ _{0}^{1}\mathrm {n} \ +\ \varepsilon },
hvor {\displaystyle {}_{0}^{1}\mathrm {n} } betegner en neutron, og hvor {\displaystyle \varepsilon } er lig 17,6 megaelektronvolt.
Selv om kun op imod 1 % af reaktanternes masse konverteres til energi ved en fusionsproces, er energiudviklingen per elementarreaktion enorm sammenlignet med kemiske forbrændingsreaktioner, nemlig af størrelsesorden 1 million gange så stor.

## Fusionsprocesser i stjerner
Fusionsprocesser i en stjerne begynder, når stjernen stadig er en sky af brint. Fire hydrogenatomer går sammen med forskellige mellemkernereaktioner, som slutresultat danner helium (42He) (P-P-kæde). Når der ikke er mere brint tilbage, begynder en ny fusion.
Her lægges tre heliumatomer sammen til et kulstofatom (Tripel-alfa-processen). 
I stjerner, som er mere massive end ca. 0,08 solmasser, er kernetemperaturen så høj, at der kan produceres helium i en cyklus af atomare kernefusioner med kulstof, kvælstof og ilt som katalysatorer (CNO-cyklus).
I en stor stjerne kan der foregå fusionsprocesser, indtil stjernen til sidst er blevet til jern, hvorefter fusionsprocesserne ophører. En stjerne vil i så fald blive til en hvid dværg. 
Når stjerner er mere end halvanden gang så tunge som Solen, kan atomerne i kernen ikke klare presset. Elektronerne bliver presset ind i protonerne og bliver til neutroner. Når dette sker, bliver de yderste dele af stjernen blæst væk. Den er nu en neutronstjerne. Hvis stjernen som udgangspunkt har endnu større masse, bliver den til et sort hul.

## Praktiske anvendelser
Udover at fusionsprocesser altså ligger til grund for Solens energiomsætning og således er forudsætning for alt liv på Jorden, har teknologi der baserer sig på fusion såvel civile som militære anvendelser.
Brintbomber udgør for længst en etableret del af stormagternes våbenarsenal. En brintbombe skal detoneres af en fissionsbaseret bombe, men overgår så til gengæld denne i sprængkraft med en faktor 1.000. 
Fusionskraft, dvs. el-produktion som bygger på kontrolleret fusion, er endnu i udviklingsfasen. Lykkes det at overvinde de praktiske vanskeligheder, haves en næsten uudtømmelig energikilde, idet brændslet udgøres af deuterium som kan udvindes af vand, og tritium som kan fremstilles af litium ved beskydning med neutroner. Det væsentligste problem er at opbevare et plasma bestående af deuteriumkerner og tritiumkerner ved en temperatur som er passende høj til at fusionsreaktionen kan forløbe med nettoenergigevinst.

### Aneutronisk fusion
Fusionskraft baseret på fusion af deuterium og tritium har den udfordring, at der udsendes hurtige neutroner, som fx kan svække stål. Man har identificeret flere fusioner som (stort set) ikke afgiver neutroner og hvor henfaldskæderne heller ikke afgiver neutroner. Sådanne fusionsprocesser kaldes aneutroniske fusionsprocesser. En yderligere fordel er at man direkte af de resulterende ladede partikler kan udvinde elektrisk energi under nedbremsningen af disse, hvilket vil gøre energieffektiviteten højere. Ulempen ved de aneutroniske fusionsprocesser er, at de kræver meget højere temperaturer for at foregå.